# Auguste Kerckhoffs
Auguste Kerckhoffs (19 de enero de 1835 – 9 de agosto de 1903) fue un lingüista y criptógrafo neerlandés.

## Biografía
Kerckhoffs nació en Nuth, Holanda. Estudió en la Universidad de Lieja donde obtuvo el título de Doctor en Letras. Tras un periodo en el que enseñó en Francia y los Países Bajos, obtuvo plaza como profesor de alemán en la École des Hautes Études Commerciales y en la École Arago.

## Contribuciones

### En criptografía
Kerckhoffs fue el primero en publicar ensayos sobre criptografía militar en la Revista de Ciencias Militares francesa. Estos ensayos no sólo fueron una revisión del estado del arte de esta disciplina sino también una renovación para las técnicas francesas en la materia. Se concretaron en los seis principios básicos para el correcto diseño de sistemas criptográficos:
1. Si el sistema no es teóricamente irrompible, al menos debe serlo en la práctica.
2. La efectividad del sistema no debe depender de que su diseño permanezca en secreto.
3. La clave debe ser fácilmente memorizable de manera que no haya que recurrir a notas escritas.
4. Los criptogramas deberán dar resultados alfanuméricos.
5. El sistema debe ser operable por una única persona.
6. El sistema debe ser fácil de utilizar.

### En lingüística
Kerckhoffs fue durante un tiempo secretario general de la asociación francesa para la difusión del idioma volapük. En 1886 publicó un curso completo de tal idioma. Su voluntad de reformar aspectos de dicho idioma degeneró en un conflicto con su creador, Johann Martin Schleyer que condujo finalmente a un cisma dentro del movimiento.